# Bitwa pod Horkami
Bitwa pod Horkami – seria trzech starć oddziału Romualda Traugutta z wojskami rosyjskimi w dniach 17–25 maja 1863 roku w okolicy wsi Horki w powiecie kobryńskim guberni grodzieńskiej w czasie powstania styczniowego.
Pod koniec kwietnia nastąpiło zgrupowanie oddziału powstańczego w sile 160 ludzi, wzmocnionego przybyciem 32 urzędników z Kobrynia, nad którym komendę objął Romuald Traugutt. Koncentracja ta nie uszła uwadze Rosjan, którzy wysłali oddział pościgowy.

## 17 maja 1863
Oddział Traugutta przeprowadził udaną zasadzkę na grobli pod Horkami na żołnierzy rosyjskich w sile 1 roty piechoty i 40 kozaków. Rosjanie okrążeni i wzięci w krzyżowy ogień powstańców ponieśli ciężkie straty, tracąc 70 zabitych.

## 21 maja 1863
Po rozbiciu oddziału Rosjanie rzucili przeciwko Trauguttowi 2 roty 3 batalionu strzelców celnych pułkownika Ehrnberga. Starcie w lesie zakończyło się przy stratach 12 ludzi po stronie rosyjskiej i 2 po polskiej.

## 25 maja 1863
Połączone oddziały generała Artura Eggera i pułkownika Ehrnberga zaatakowały powstańców okrążonych na grobli. Po trzygodzinnej walce oddział polski poszedł w rozsypkę, tracąc 13 ludzi. Stracono obóz z 20 wozami i 50 końmi. Kilku powstańców zostało złapanych przez chłopów i wydanych Rosjanom. W walce zginęła Wołkowa (imię nieznane).

## Upamiętnienie
Walki pod Horkami zostały upamiętnione po 1990 r. na jednej z tablic na Grobie Nieznanego Żołnierza w Warszawie napisem „HORKI 17 – 25 V 1863”